# کپنهاگ ایرتاکسی
کپنهاگ ایرتاکسی (به انگلیسی: Copenhagen AirTaxi) یک شرکت هواپیمایی است. دفتر مرکزی کپنهاگ ایرتاکسی در راسکیله، دانمارک واقع شده‌است.